# Храм Георгия Победоносца (Кокчетав)
Храм Свято́го Великому́ченика Гео́ргия Победоно́сца (Гео́ргиевская це́рковь, Его́рьевская це́рковь, каз. Әулие Георгий Жеңістің Шіркеуі) — утраченный первый приходской православный храм в городе Кокчетаве (ныне Кокшетау, Акмолинская область, Казахстан). Был построен в 1850—1851 годах на северо-восточном склоне сопки Букпа (устар. Джилан-Тау), в 1875 году разобран и перенесён на центральную площадь. Разрушен в 1940-х годах.
Селения прихода: ст. Кокчетавской; поселки: Алексеевское (открыт в 1910 г.), Курапатинское, Сухотинское (открыт в 1910 г.), Виноградовское (открыт в 1906 г.).

## История
В 1850—1851 годах был построен первый храм в станице Кокчетавской, освящённый 26 ноября 1851 года во имя Святого Великомученика Георгия Победоносца. Строился храм на пожертвованные в 1835 году деньги в количестве 10 000 рублей Томским почетным гражданином Степаном Поповым, а также на средства, пожертвованные казаками. Георгиевский храм был первым самым большим зданием в станице Кокчетавской.
Первоначально церковь возвели на северо-восточном склоне сопки Букпа (устар. Джилан-Тау). В 1875 году храм перенесли на площадь в центр станицы 53°16′55″ с. ш. 69°21′52″ в. д. (пересечение улиц Кенесары и Дзержинского; ранее улица называлась Георгиевская (Церковная) и вновь освятили 11 января 1876 году. Позже на старом месте установили часовню (угол улиц Средней (Кудайбердиева) и Горной (Вавилова), куда ежегодно 23 апреля совершался крестный ход из Георгиевского храма.
Клирики храмов Кокчетава до 1917 года работали также учителями в местном 2-классном училище и в школе грамоты.
В 1930-х годах советские власти закрыли Георгиевский храм и использовали его под склад, как и многие культовые сооружения в то время.
В 1939 году, после закрытия Михаило—Архангельского храма, в Георгиевской церкви ненадолго возобновилось богослужение.
В конце 1930—х годов на территории Кокчетавской области (образована 16 марта 1944) шли массовые расстрелы, в том числе были убиты находившиеся там в ссылке представители духовенства: митрополит Серафим (Александров); казнен 2 декабря 1937), не менее 12 ссыльных священников.
Жертвами репрессий стали кокчетавские клирики: благочинный Кокчетавского окр. и настоятель кокчетавской Михайловской церкви прот. Василий Меркурьев (расстрелян 18 августа 1937), последний настоятель Георгиевской церкви в Кокчетаве в 1939 году священник Николай Васильевич Ободовский и другие клирики.
17 января 1940 года Георгиевский храм передали под музей и вскоре снесли.

## Причт
Протоиерей Павел Иванович Плотников, священник Иоанн Иоаннович Меньшенин, диакон Евфимий Евфимович Пономарев, псаломщик Алексий Стефанович Лебедев

## Описание
Бревенчатое сооружение церкви имело в основании неправильный шестиугольник, завершенный куполом на восьмиугольном барабане.

## Восстановление церкви
21 апреля 2012 года, по окончании праздничной Божественной Литургии в Михайло-Архангельском храме состоялось освящение закладного камня и креста для строительства кафедрального собора во имя великомученика Георгия Победоносца и духовно-культурно-просветительского центра Кокшетауской епархии на новом месте возле рынка «Жибек жолы».
Чин освящения совершил Глава Православной Церкви Казахстана митрополит Астанайский и Казахстанский Александр (Могилёв). В присутствии духовенства и верующих была оглашена грамота об освящении закладного камня, подписанная владыкой митрополитом и на тот момент акимом Акмолинской области
К. П. Кожамжаровым. Документ был помещен в металлическую капсулу для закладки в фундамент строящегося собора.